# Mary Jane's Mishap
Mary Jane's Mishap je britský němý film z roku 1903. Režisérem je George Albert Smith (1864–1959). Film trvá zhruba čtyři minuty a premiéru měl v únoru 1903.

## Děj
Pokojské se nedaří zapálit kamna, a tak do nich nalije petrolej. Poté, co se je znovu pokusí zapálit, dojde k explozi, která ji vymrští komínem nad střechu domu, kam po chvíli začnou padat její ostatky. Je sice pohřbena, ale její duch nalezne klid, až když se před ní objeví plechovka s petrolejem, kterou si s sebou vezme do hrobu.

## Obsazení
| Laura Bayley | Mary Jane |